# Maurice Lepelletier
'Maurice Lepelletier' est un cultivar de rosier obtenu en 1868 par les rosiéristes français Moreau et Robert.

## Description
Il s'agit d'un buisson au feuillage vert foncé, large et gaufré, pouvant atteindre de 100 cm à 120 cm de hauteur pour 80 cm de largeur. Ses grandes fleurs en corymbes (17-25 pétales) parfumées sont de couleur bordeaux à vermillon,.
Ses folioles allongées presque sans pointe sont au nombre de cinq. C'est une variété qui refleurit plutôt bien.
Sa zone de rusticité est de 6b à 9b ; il supporte donc les hivers froids.
On peut l'admirer à la roseraie du Val-de-Marne de L'Haÿ-les-Roses. Ses origines sont inconnues.